# 성실여자중학교
성실여자중학교는 충청남도 서천군 한산면 지현리 14에 있었던 공립 중학교이다.

## 연혁
- 1960년 5월 17일 한산고등공민학교 설립
- 1963년 12월 12일 학교법인 신종학원 설립 인가
- 1964년 1월 11일 학교 설립 인가(6학급)
- 1964년 3월 5일 한산성실중학교로 개교
- 1969년 10월 23일 12학급 증설 인가
- 1973년 1월 1일 15학급 증설 인가
- 1975년 11월 8일 정관변경 인가
- 1981년 3월 2일 성실여자중학교로 명칭 변경
- 2000년 3월 1일 한산중학교로 통폐합